# Gledališče Unikat
Gledališče Unikat je poklicno gledališče za otroke, ki je delovalo od leta 1987 do leta 2024. Sedež je imelo v Ljubljani, večino predstav pa je odigralo na gostovanjih po slovenskem kulturnem prostoru. Gostovalo je tudi v tujini: v Avstriji, Bolgariji, Bosni in Hercegovini, na Hrvaškem, v Italiji in Nemčiji. Prejelo je več mednarodnih nagrad.

## uprizorjena dela
- 1987 Leopolda Suhodolčan: Medvedek na obisku; režija: Zoran More (2 sezoni, 8 ponovitev)

- 1989 avtorska predstava: Variete (1 sezona, 4 ponovitve)

- 1990 po H. C. Andersenu: Kraljična na zrnu graha (1 sezona, 13 ponovitev)

- 1991 Tomaž Lapajne: Seansa; režija: Staša Mihelčič; svetovalka za španščino: Maja Šuran; (2 sezoni, 8 ponovitev)

- 1991 Tomaž Lapajne: Barbara v gozdu; režija: Marjan Bevk (1 sezona, 16 ponovitev)

- 1992 Niko Kuret in Tomaž Lapajne: Kljukec in Pavliha; režija: Marjan Bevk (12 sezon, 175 ponovitev)

- 1993 Matej Rode in Tomaž Lapajne: Meh za smeh; režija: Tatjana Zidar (11 sezon, 129 ponovitev)

- 1994 Niko Kuret, P. R. Lehnhard in Tomaž Lapajne: Pavliha noče v šolo; režija: Tatjana Zidar; poslikava scenografije: Sonja Lipovac (9 sezon, 95 ponovitev)

- 1996 Tomaž Lapajne: Hop v pravljico; režija: Tatjana Zidar; dramaturgija: Jan Zakonjšek; poslikava scenografije: Sonja Lipovac (9 sezon, 99 ponovitev)

- 1998 Tomaž Lapajne: Gremo na vlak; glasba: Urška Zajec in Goran Završnik; režija: Goran Završnik; kostumografija: Zlatka Knapič; poslikava scenografije: Sonja Lipovac (26 sezon, 303 ponovitve)

- 1999 Niko Kuret in Tomaž Lapajne: Punch and Jude; režija: Marjan Bevk; lektoriranje: Katie Walsh (3 sezone, 4 ponovitve)

- 2000 Tomaž Lapajne Dekleva: Od kod si, kruhek?; glasba in režija: Goran Završnik; kostumografija: Zlatka Knapič; poslikava scenografije: Sonja Lipovac; pevsko vodstvo: Ana Duša; lutke: Katarina Srna (24 sezon, 387 ponovitev)

- 2002 Tomaž Lapajne Dekleva: Jaka in sraka; režija: Vida Bren Cerkvenik; glasba: Goran Završnik; kostumografija in scenografija: Maja Smrekar; lutke: Matija Solce (19 sezon, 194 ponovitev)

- 2004 Vida Bren Cerkvenik, Jaša Jenull in Marko Bratuš: Pravljična ura babice Pra, ki sploh ne pričakuje tigra ...; režija: Vida Bren Cerkvenik; asistent režije: Jaša Jenull; dramaturgija: Marko Bratuš; kostumografija in scenografija: Maja Smrekar in Katarina Zalar (19 sezon – 265 ponovitev)
- 2006 J. in W. Grimm in Ajda Valcl: Rdeča kapica; režija: Ajda Valcl; scenografija in kostumografija: Katarina Zalar (1 sezona, 4 ponovitve)

- 2006 J. in W. Grimm in Goran Završnik: Halo, Rdeča kapica?; režija: Goran Završnik; dramaturgija: Ajda Valcl; scenografija in kostumografija: Katarina Zalar (18 sezon, 160 ponovitev)

## igralci
Mojca Weber
- babica, predstava Medvedek na obisku
- več vlog, predstava Variete
- Adela, predstava Kraljična na zrnu graha
- Conchita Maricarmen Fernandez Otero Fuente, predstava Seansa
- osliček, predstava Barbara v gozdu
- razbojnik, predstava Kljukec in Pavliha
- doktor in Kljuka, predstava Meh za smeh
- ravnatelj, policaj in coprnica, predstava Pavliha noče v šolo
- coprnica, babica, Rdeča kapica in volk, predstava Hop v pravljico
- informatorka, klošar, prodajalka vijolic, policaj, teta in Leopold M., predstava Gremo na vlak
- thief, predstava Punch and Jude
- Ana, predstava Od kod si, kruhek?
- soseda, sraka, termoelektrarnarka, ribič in polž, predstava Jaka in sraka
- Babica Pra, Pravljična ura babice Pra, ki sploh ne pričakuje tigra ...
- Rdeča kapica in lovec, predstava Rdeča kapica
- Rdeča kapica in lovec, predstava Halo, Rdeča kapica?

Tomaž Lapajne Dekleva
- Oho, predstava Medvedek na obisku
- več vlog, predstava Variete
- Tomaž, predstava Seansa
- On, predstava Barbara v gozdu
- Pavliha, predstava Kljukec in Pavliha
- Pavliha, predstava Meh za smeh
- Pavliha in doktor, predstava Pavliha noče v šolo
- oče in lovec, predstava Hop v pravljico
- On in Leopold M., predstava Gremo na vlak
- Punch, predstava Punch and Jude
- oče, trgovec, pek, mlinar in kmet, predstava Od kod si, kruhek?
- Jaka in polž, predstava Jaka in sraka
- tiger, Pravljična ura babice Pra, ki sploh ne pričakuje tigra ...
- babica in volk, predstava Rdeča kapica
- babica in volk, predstava Halo, Rdeča kapica?

Klemen Polak
- Kljukec, predstava Kljukec in Pavliha
- Tinček in Cefizelj, predstava Meh za smeh
- Kljukec in krojač, predstava Pavliha noče v šolo
- Tinček in lekarnar, predstava Hop v pravljico
- On in Leopold M., predstava Gremo na vlak
- Jude, predstava Punch and Jude
- oče, trgovec, pek, mlinar in kmet, predstava Od kod si, kruhek?
- Jaka in polž, predstava Jaka in sraka

Maja Nemec
- informatorka, klošar, prodajalka vijolic, policaj, teta in Leopold M., predstava Gremo na vlak
- Ana, predstava Od kod si, kruhek?
- Rdeča kapica in lovec, predstava Rdeča kapica
- Rdeča kapica in lovec, predstava Halo, Rdeča kapica?

Marko Plantan
- tiger, Pravljična ura babice Pra, ki sploh ne pričakuje tigra ...
- babica in volk, predstava Rdeča kapica
- babica in volk, predstava Halo, Rdeča kapica?

Maja Dekleva Lapajne
- Ana, predstava Od kod si, kruhek?
- soseda, sraka, termoelektrarnarka, ribič in polž, predstava Jaka in sraka
- Babica Pra, Pravljična ura babice Pra, ki sploh ne pričakuje tigra ...

Barbara Kotar
- več vlog, predstava Variete
- kraljična, predstava Kraljična na zrnu graha
- Barbara, predstava Barbara v gozdu
- Kljukec, predstava Kljukec in Pavliha
- Tinček in Cefizelj, predstava Meh za smeh
- Kljukec in krojač, predstava Pavliha noče v šolo

Mateja Lapajne
- več vlog, predstava Variete
- Engelberta, predstava Kraljična na zrnu graha
- Mateja, predstava Seansa
- Medo, predstava Barbara v gozdu
- razbojnik, predstava Kljukec in Pavliha
- doktor in Kljuka, predstava Meh za smeh
- ravnatelj, policaj in coprnica, predstava Pavliha noče v šolo

Meta Meglič
- medvedek, predstava Medvedek na obisku
- več vlog, predstava Variete
- kraljica, predstava Kraljična na zrnu graha
- Meta, predstava Seansa
- zajec in Ona, predstava Barbara v gozdu

Nataša Vodeb
- več vlog, predstava Variete
- Zofija, predstava Kraljična na zrnu graha
- Margareth, predstava Seansa
- Meda, predstava Barbara v gozdu

Rok Weber
- Rok, predstava Medvedek na obisku
- glasbenik, predstava Kraljična na zrnu graha
- glasbenik, predstava Barbara v gozdu

Špela Meglič
- več vlog, predstava Variete
- Špela, predstava Seansa

Rok Kosec
- Dedek mraz, Božiček in Miklavž

Saša Klančnik
- policaj, predstava Medvedek na obisku

Klemen Pavlič
- več vlog, predstava Variete

Mojca Šebjanič 
- Aha, predstava Medvedek na obisku

Andrej Debeljak
- kraljevič, predstava Kraljična na zrnu graha

## vpliv na druge zvrsti
Besedila, ki jih je za Gledališče Unikat napisal Tomaž Lapajne Dekleva, so poleg producentov v Sloveniji uprizarjali tudi drugi producenti - tudi v Argentini, Avstriji, Severni Makedoniji in Srbiji.
Uprizoritve Gledališča Unikat so navdihnile tudi dve radijski igri:
- Hop v pravljico (založba Panika, Radio Slovenija)
- Od kod si, kruhek?

Uprizoritve Gledališča Unikat so navdihnile tudi knjižne izdaje:
- slikanica Od kod si, kruhek? (založba Didakta)
- slikanica Jaka in sraka (založba Morfem)
- zbirka besedil Hop v pravljico (založba Društvo za razvoj gledališča v izobraževanju)
- slikanica Od kod si, kruhek? (založba Društvo za razvoj gledališča v izobraževanju)

## viri
1. https://www.cobiss.si/
2. https://www.youtube.com/watch?v=OFl7M17MiRE
3. https://www.youtube.com/watch?v=dIVW50lPx9I
4. https://www.youtube.com/watch?v=Z-yty1f1GYg
5. https://www.youtube.com/watch?v=DZCoj8odxLo
6. https://www.youtube.com/watch?v=qeiBAM4I8hU
7. https://www.youtube.com/watch?v=LACYGoUXAtc&t=394s
8. https://www.youtube.com/watch?v=I1QX9UGH3HY&t=1s
9. https://sl.wikisource.org/wiki/Od_kod_si,_kruhek%3F
10. https://www.drgi.si/
11. https://www.zkdl.si/index.php?option=com_content&view=article&id=138%3Aunikat-kulturno-umetniko-drutvo&catid=68%3Agledalike-skupine&Itemid=116
12. https://plus.cobiss.net/cobiss/si/sl/bib/200342531
13. https://veza.sigledal.org/prispevki/gledalisce-unikat-praznuje-30-let
14. https://www.centerbratuz.org/gledalisce/goriski-vrtiljak-mali-polzek.html